# 大統領情報活動諮問会議
大統領情報活動諮問会議（英語：President's Intelligence Advisory Board、PIAB）は、アメリカの大統領行政府に勧告を行う組織。
会議の説明によると、「諮問会議は大統領に対して情報の収集、分析・評価、防諜、その他の情報活動における質と適切性に関して勧告を行う」としている。
また、PIABは「情報活動監視のための諮問委員会」（Intelligence Oversight Board、IOB）を通じて海外における情報活動の適法性に関して提言を行っている。

## 歴史
DIABはドワイト・D・アイゼンハワー大統領によって1956年に設立された。当初は「対外情報活動に関する大統領顧問委員会」（President 's Board of Consultants on Foreign Intelligence Activities、PBCFIA）と呼ばれていた。その後、1961年5月4日に当時のジョン・F・ケネディ大統領によって「大統領対外情報活動諮問会議」（President 's Foreign Intelligence Advisory Board、PFIAB）と改められた。最近では、2008年に2月29日に当時のジョージ・W・ブッシュ大統領によってさらに改名が行われ、現在の形に落ち着いている。DIABの規模や地位は大統領の意向に左右される部分があり、1977年にはジミー・カーター大統領によって一度廃止に追い込まれているが、ロナルド・レーガン政権では改めて復活している。
DIABの職務のほとんどは秘密であるが、1990年代にロスアラモス国立研究所の核に関する機密が中国に漏えいした事件では公開調査を行った。

### 情報活動監視のための諮問委員会
情報活動監視のための諮問委員会（IOB）は、1975年から1976年にかけてアメリカ議会によって行われた情報機関による国内でのスパイ活動や暗殺作戦、その他の職権乱用に関する調査ののちに当時のジェラルド・R・フォード大統領によって設立されたもので、設立に関する行政命令は1976年3月1日に発された。1993年にビル・クリントン大統領の発した行政命令第12863号によってIOBはPFIABのいち委員会となった。
IOBの仕事の一つは、秘密の調査を統治する法や指令に対する違反の有無の調査である。IOBは多くの情報機関から四半期、また年度ごとに報告書を受け取っている。FBIは2002年から2004年の間にFBIが関わった13の事例について、チェックを行うためにIOBに照会を行っている。
2008年2月29日に発せられた行政命令によって、ブッシュ大統領は各情報機関の法務責任者と監察官を監督するIOBの権限と各機関の法務担当者による四半期ごとの報告を廃止した。さらに、犯罪捜査のために司法省に照会を行う権限を取り上げ、問題を通知する場合は他の当局が十分問題に取り組まない場合に限って大統領に通知するようIOBに指示した。
2013年8月にはエドワード・スノーデンによる情報漏洩事件が発覚した5月初めごろ、オバマ政権がIOBのメンバーを14人から4人に減らしていたことが報じられている。

## メンバー
ブッシュ政権のころには16人のメンバーがおり、「業績、経験、独立性、誠実さ」に基づいて外部から選ばれた有名人が就任していた。メンバーは全員無償であった。
PIABのメンバーは通常公開されており、例えばクリントン政権はメンバーをPFIAB（当時）のウェブサイトで公開していた。

### ブッシュ時代
2002年8月のこと、PIABの代表者であったランディー・デイタリング（Randy Deitering）はホワイトハウス報道局（press office）によって2001年10月に公開されたメンバー一覧表を確認した。
- ブレント・スコウクロフト（議長）
- ピート・ウィルソン（元カリフォルニア州知事）
- クレセンシオ・S・アーコス・ジュニア（英語版）（AT&T幹部、元アメリカ大使）
- ジム・バークスデール（英語版）（ネットスケープコミュニケーションズ元社長）
- ロバート・アディソン・デイ（英語版）（TWCグループ会長）
- ステフェン・フリードマン（英語版）（ゴールドマン・サックス元会長）
- アルフレッド・ラーナー（英語版）（MBNA社長）
- レイ・リー・ハント（英語版）（テキサス・オイル・フォーチュンの末裔）
- リタ・ホーザー（英語版）（弁護士）
- デビッド・D・ジェレミア（英語版）（退役大将）
- アーノルド・カンター（英語版）（顧問企業「スコウクロフト・グループ」の創設メンバー。ジョージ・H・W・ブッシュ政権に勤めた）
- ジェームス・C・ラングドン・ジュニア（英語版）（テキサス州の弁護士）
- エリサベス・ピート＝コーネル（英語版）（スタンフォード大学科学・工学管理局長（Chair of Management Science and Engineering））
- ジョン・ハリソン・ストレイッカー（John Harrison Streicker、著名な資産家）
- フィリップ・ゼリコウ（英語版）（ブッシュ・シニア時代のNSCの一員で、のちにコンドリーザ・ライス国務長官の顧問を務めた）

2003年には、海外の情報機関による委員に対するスパイ行為の兆候が確認されている。

### オバマ時代
ブッシュ政権に努めていたメンバーは契約に伴い、大統領交代の際に全員辞職した。オバマは新たにネブラスカ州出身の元上院議員チャック・ヘーゲルとオクラホマ大学学長であったデイビッド・ボーレンを共同議長に任命した。
以下のメンバーは、2009年12月に委員として任命された者である。
- ロエル・カンポス（英語版）
- リチャード・ダンツィグ（英語版）…2010年12月1日に任命された[14]。
- リー・H・ハミルトン（英語版）
- リタ・ホーザー
- ポール・G・カミンスキー（英語版）
- エレン・ライプソン（Ellen Laipson）…シンクタンク「ヘンリー・L・スティムソン・センター」の代表。
- レス・ライルス（Les Lyles）
- ダニエル・メルツァー（英語版）…2010年12月1日に任命された[14]
- ジャミ・ミシック（英語版）
- モナ・スットフェン（英語版）…2011年9月6日に任命された[15]。
- フィリップ・ゼリコウ…2011年9月6日に任命された[15]。
- トーマス・E・ホイーラー（Thomas E. Wheeler）…2011年4月27日に任命された[16]。

## 議長
歴代PIAB議長は以下の通り。
- 1956年–1963年: ジェームズ・キリアン（英語版）（元MIT学長）
- 1963年–1968年: クラーク・クリフォード（弁護士）
- 1968年–1970年: マクスウェル・D・テイラー（軍人、外交官)
- 1970年–1976年: ジョージ・ウィーラン・アンダーソン・ジュニア（英語版）（海軍軍人)
- 1976年–1977年: レオ・チャーン（英語版）（経済学者）
- 1982年–1990年: アン・アームストロング（英語版）（外交官、初の女性大統領顧問）
- 1990年–1991年: ジョン・タワー（上院議員。イラン・コントラ事件の際にCIAの違法活動の調査などを行った）
- 1991年–1993年: ボビー・インマン（英語版）（海軍軍人)
- 1993年–1994年: ウィリアム・J・クロウ（英語版）（海軍軍人）
- 1994年–1995年: レス・アスピン（英語版）（元国防長官）
- 1995年–1996年: ウォーレン・B・ラドマン（英語版）（弁護士、上院議員）
- 1996年–1997年: トーマス・S・フォリー（英語版）（元アメリカ合衆国下院議長）
- 1997年–2001年: ウォーレン・B・ラドマン（英語版）（元上院議員）
- 2001年–2004年: ブレント・スコウクロフト（空軍軍人）
- 2005年: ジェームズ・C・ラングドン・ジュニア（英語版）（弁護士）
- 2006年–2009年: ステフェン・フリードマン（英語版）（実業家）
- 2009年–2013年: チャック・ヘーゲル（上院議員）、デイビッド・ボーレン（英語版）（OU学長）
- 2014年-2017年: シャーリー・アン・ジャクソン（英語版）（物理学者）、ジャミ・ミシック（英語版）（元CIA情報本部長）
- 2018年-2021年: スティーブ・フェインバーグ（投資家）
- 2022年-2025年: ジェームズ・ウィネフェルド（英語版）（海軍軍人）
- 2025年-: デビン・ヌネス（英語版）（実業家）